# Amirul Adli
Amirul Adli  (* 13. Januar 1996 in Singapur), mit vollständigen Namen Muhammad Amirul Adli Bin Azmi, ist ein singapurischer Fußballspieler.

## Karriere

### Verein
Amirul Adli erlernte das Fußballspielen in der National Football Academy in Singapur. 2011 wechselte er zu den Young Lions. Die Young Lions sind eine U23-Mannschaft, die 2002 gegründet wurde. In der Elf spielen U23-Nationalspieler und auch Perspektivspieler. Ihnen soll die Möglichkeit gegeben werden, Spielpraxis in der ersten Liga, der S. League, zu sammeln. 2018 wechselte er zum Ligakonkurrenten Tampines Rovers. Die Vizemeisterschaft feierte er mit den Rovers 2019. Im November 2019 stand er mit dem Klub im Endspiel des Singapore Cup. Hier gewann man mit 2:0 gegen den Warriors FC. Den Singapore Community Shield gewann der Klub 2020. Das Spiel gegen Hougang United gewann man mit 3:0. Für die Rovers absolvierte er 59 Erstligaspiele. Im Januar 2021 wechselte er zum Ligakonkurrenten Lion City Sailors. Am Ende der Saison feierte er mit den Sailors die Meisterschaft. Im Februar 2022 gewann er mit den Sailors den Singapore Community Shield. Das Spiel gegen Albirex Niigata (Singapur) gewann man mit 2:1. Nach 42 Erstligaspielen für die Sailors wechselte er zu Beginn der Saison 2023 zum ebenfalls in der ersten Liga spielenden Geylang International.

### Nationalmannschaft
Amirul Adli spielte von 2014 bis 2018 zehnmal in der U23-Nationalmannschaft. Seit 2014 spielt er auch für die A-Nationalmannschaft von Singapur. Sein Debüt in der Nationalelf gab er am 6. September 2014 in einem Freundschaftsspiel gegen Papua-Neuguinea.

## Erfolge
Tampines Rovers
- Singapurischer Vizemeister: 2019
- Singapore Cup: 2019
- Singapore Community Shield: 2020

Lion City Sailors
- Singapore Premier League: 2021
- Singapore Community Shield: 2022